# Enzo Bottesini
Enzo Bottesini (Genova, 1942) è un giornalista e attore italiano.

## Biografia
Laureato in scienze politiche, divenne noto al grande pubblico come concorrente del tele quiz Rischiatutto, dove si presentò come esperto subacqueo e fu il secondo concorrente a vincere di più dopo Massimo Inardi. In seguito alla popolarità raggiunta tramite il quiz, venne convocato dalla Rai nel ruolo di commentatore e inviato speciale per seguire gli eventi relativi alle imprese sportive subacquee, in particolare i tentativi di stabilire il record del mondo di immersione in apnea. 
Fu proprio durante uno di questi tentativi, tenutosi il 22 settembre 1974 nelle acque antistanti Sorrento e a cui Bottesini partecipava come inviato Rai, che avvenne un incidente: vi fu uno scontro accidentale tra Bottesini ed Enzo Maiorca, impegnato nella prova e già in discesa. Bottesini si stava posizionando lungo l'asse di discesa tenendo le spalle alla superficie, dalla quale sarebbe sceso Maiorca, il quale non poteva vedere l'ostacolo e finì con la testa contro le bombole dell'inviato speciale; l'urto causò l'interruzione del tentativo e provocò una reazione molto irata da parte di Maiorca che, riemerso al grido di "non si scherza con la pelle della gente", si lasciò scappare una bestemmia trasmessa in diretta televisiva internazionale insieme con diverse altre imprecazioni. Bottesini si defilò immediatamente verso terra, e la sera stessa si scusò con Maiorca, il quale accettò le scuse.
Negli anni '70 si dedicò anche al cinema, esordendo con il film Amore libero - Free Love.

## Filmografia
- Amore libero - Free Love, regia di Pier Ludovico Pavoni (1974)
- Safari Express, regia di Duccio Tessari (1976)
- Il deserto dei Tartari, regia di Valerio Zurlini (1976)
- Tentacoli, regia di Ovidio G. Assonitis (1977)